# Drosophila pilacrinis
Drosophila pilacrinis är en tvåvingeart som beskrevs av Lachaise och Chassagnard 2002. Drosophila pilacrinis ingår i släktet Drosophila och familjen daggflugor.
Artens utbredningsområde är Tanzania.